# 李察·加耐特
李察·布魯克·加耐特（英語：Richard Brooke Garnett，1817年11月21日—1863年7月3日）准將是南北戰爭期間的邦聯將領，為喬治·皮克特的重要手下之一。

## 生平

### 戰前
1817年11月21日加耐特生於維吉尼亞州的愛塞克斯郡，1841年於西點軍校畢業。
加耐特在南部與印第安人作戰後，亦參與了美墨戰爭。

### 戰時

#### 內戰之始
1861年加耐特加入了邦聯軍隊，為石牆傑克森的淮將，但一次在克恩斯鎮之役中，錯誤低估北軍實力加上加耐特的指揮不當，使南軍遭受北軍的炮火攻擊而失去718人。此是石牆第一次，亦是唯一一次被打敗。但怒不可遏的他下令拘捕加耐特，並撤去其軍職。
李將軍後代加耐特求情，恢復其軍職，但這次加耐特成為皮克特的麾下淮將。

#### 蓋茨堡之役
在葛底斯堡之役的第三日（1863年6月3日），皮克特指揮15,00名南軍正面攻向平原後方的石牆。加耐特旅亦有份參與，加耐特的腿在以前的戰鬥中受了傷，不能站起來，但他堅持要騎馬親自指揮部下衝鋒。結果一如眾人所料，在石牆前加耐特被炮火擊落重傷，後終逝去。

## 外部連結
- http://schwartz.eng.auburn.edu/ACW/lrtmap.docs/garnett.html （页面存档备份，存于）